# Rothschildia renatae
Rothschildia renatae is een vlinder uit de onderfamilie Saturniinae van de familie nachtpauwogen (Saturniidae).
De wetenschappelijke naam van de soort is, als Rothschildia jacobaeae renatae, voor het eerst geldig gepubliceerd door Rudolf E.J. Lampe in 1985.